# Estación de El Campillo
El Campillo fue una estación de ferrocarril situada en el municipio español de El Campillo, en la provincia de Huelva. Las instalaciones formaban parte de uno de los ramales del ferrocarril minero de Riotinto, estando operativas entre 1904 y 1968. En la actualidad la estación se encuentra semi-desmantelada.

## Historia

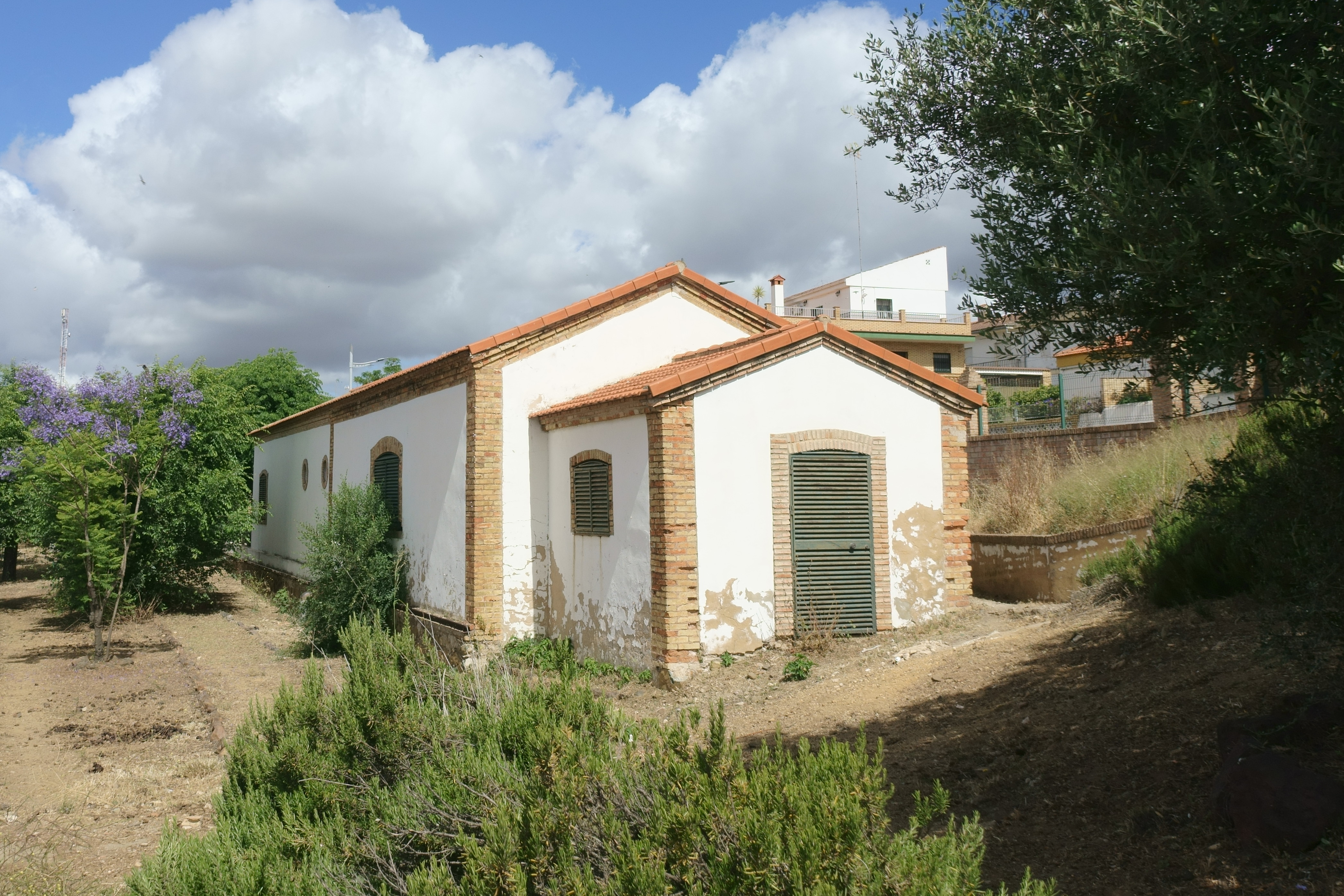
Almacén de mercancías

En 1901 el Estado autorizó la concesión a la Rio Tinto Company Limited (RTC) para la construcción de un trazado que enlazase la vía general del ferrocarril de Riotinto con diversas poblaciones mineras de la zona. La estación de El Campillo fue inaugurada en 1904 y formaba parte del ramal que iba desde el nudo ferroviario de Río Tinto-Estación a Zalamea la Real. La estación daba servicio a los numerosos trabajadores que acudían diariamente a las minas por tren desde la localidad de El Campillo. Las instalaciones dejaron de prestar servicio tras la clausura al tráfico de los ramales de Riotinto, el 31 de enero de 1968, quedando abandonadas. En la actualidad el edificio de viajeros y el almacén de mercancías («factoría») se encuentran rehabilitados.